# Der Spiegel des Cyprianus
Der Spiegel des Cyprianus ist eine 1864 vollendetes Kunstmärchen von Theodor Storm.

## Form
Das Märchen besteht aus einer Rahmenerzählung, die eine Binnenerzählung einschließt.
Diese wird wie ein Märchen erzählt und enthält eine Reihe von typischen Märchenelementen: zwei Brüder, die auf Tod und Leben miteinander verbunden sind, ein Zauberer, ein Zauberspiegel, eine böse Stiefmutter und eine gute und weise alte Frau, die Amme.

## Inhalt
Kuno, der Sohn des Grafen, liegt krank im Bett und wird von zwei Frauen betreut, von seiner alten Amme und von seiner Stiefmutter, einer gütigen jungen Frau. Die Amme erzählt ihr, dass es in diesem Schloss nicht nur gute Stiefmütter hat und sie fängt an zu erzählen:
In diesem Schloss lebte einst ein kluger und guter Graf, dessen Frau von allen „die gute Gräfin“ genannt wurde. Sie war bekümmert, weil sie scheinbar keine Kinder bekommen konnte. Als der weise Zauberer Cyprianus verwundet und von Gräfin gesund gepflegt wird, entwickelt sich eine Freundschaft zwischen den beiden. Die Gräfin erzählt dem Zauberer von ihrem Kummer. Cyprianus schickt ihr nach seiner Abreise einen Spiegel, in den sie immer wieder schauen solle. Sie solle aber wissen, dass sie Gottes Wege nicht umleiten könne und dass der Spiegel niemals eine Bluttat sehen dürfe, sonst werde sich das Schicksal gegen die Nachkommen richten.
Die Frau sieht von nun an jeden Tag in den Spiegel, und eines Tages sieht sie im Spiegel einen Nebel, aus dem ein Kindergesicht auftaucht. Doch nur ihrem Mann fällt auf, dass das Bildnis Kind im Spiegel weint.
Bald bringt sie einen Jungen zur Welt, der Kuno genannt wird, so wie der Stiefsohn der späteren Gräfin. Bald nach Kunos Geburt stirbt die Mutter an einer Seuche. Die Trauer ist groß. Einige Jahre später beschließt der Graf, sich in Wien eine neue Frau zu suchen.
Die Frau, die er aus Wien mitbringt, ist wunderschön, und jeder, der sie sieht, ist ihrem Zauber verfallen, bis auf Kuno und den klugen Hausmeister.
Ein fremder Oberst namens Hager kommt an den Hof, der sich als Vetter des ehemaligen Ehemannes der neuen Gräfin ausgibt. Er bleibt am Hof und geht häufig mit dem Grafen auf die Jagd. Doch eines Tages verunglückt der Graf bei einer Wildschweinjagd und seine Witwe bleibt die alleinige Herrscherin über das Schloss.
Inzwischen hat sie einen Sohn geboren, der den Namen Wolf trägt. Die beiden Halbbrüder lieben einander innig, auch wenn der Oberst immer wieder versucht, einen Keil zwischen beide zu treiben, und die Gräfin würde Kuno lieber tot sehen. Sie verspricht Hager, Herr über das Schloss zu werden, wenn er Kuno umbringt. Aus Zufall tötet er Kuno vor dem Spiegel des Cyprianus, und als sein jüngerer Bruder eines Tages in den Spiegel sieht, entsteht auf seiner Brust der gleiche rote Fleck wie bei seinem Bruder, und er stirbt ebenfalls.
Hier endet die Binnenerzählung der alten Amme.
Erschrocken stellt die junge Stiefmutter fest, dass die böse Gräfin aus der Geschichte ihre eigene Vorfahrin ist. Demnach ist auch ihr Stiefsohn Kuno dem Tode geweiht. Doch als der Spiegel als letzte Hoffnung der Amme herangeschafft wird, wird der junge Graf wieder gesund, und er sieht die beiden Knaben Kuno und Wolf lächelnd als Engel zum Himmel fliegen. Die junge Gräfin aber sieht ein neues Kindergesicht im Nebel auftauchen und beschließt, das Kind, falls es ein Junge wird, Wolf zu nennen.

## Ausgaben
- Das Märchen wurde erstmals um das Ende gekürzt 1865 in der Zeitschrift Der Bazar publiziert, nachdem die Veröffentlichung in Webers Illustrirter Zeitung 1864 abgelehnt worden war. Kurz darauf erschien es vollständig zusammen mit Die Regentrude und Bulemanns Haus im Buch Drei Märchen.[1]
- Hörbuch-Fassung des Märchens, gelesen von Eva Krautwig, mit einer Musik von Joachim Bernhard Hagen für Gitarre in d-moll, gespielt von Robert Barto. Label Naxos, ISBN 978-3-89816-190-9